# Tramlijn 2 (Groningen)
Tramlijn 2 was een geplande tramlijn in de stad Groningen, die zou lopen van het Hoofdstation naar Kardinge als tweede gedeelte van het Regiotramnetwerk. De bouw van de trambaan met bovenleiding zou in 2013 beginnen en volgens de planning klaar zijn in 2016. De kosten, ongeveer 137 miljoen euro, zouden deels betaald worden uit het geld dat Noord-Nederland heeft gekregen ter compensatie van het niet doorgaan van de Zuiderzeelijn. Door gewijzigde politieke verhoudingen in het college van B & W en de gemeenteraad is het plan RegioTram in december 2012 definitief afgeblazen.